# Сніг в жалобі
«Сніг в жалобі» — радянський телефільм 1978 року, знятий на кіностудії «Вірменфільм» режисером Юрієм Єрзинкяном. Психологічна драма за мотивами однойменного роману Анрі Труайї.

## Сюжет
В альпійському селі живуть два брати — селяни Ісай і Марселін. В горах відбувається катастрофа пасажирського літака. Рятувальники не можуть дістатися до місця падіння. Марселін, молодший брат, який мріє вирватися з глушини і почати свій бізнес, вмовляє Ісая — колишнього провідника, колись найкращого в цих горах, піднятися до місця катастрофи, щоб зібрати цінні речі загиблих. З величезним ризиком піднявшись до уламків літака, брати виявляють, що один з пасажирів вижив — тяжкопоранена дівчина-індуска. Ісай без роздумів збирається врятувати її, але Марселін утримує брата — якщо дівчина виживе, то вона може розповісти, хто підібрав цінності загиблих. Ісай розуміє, що у них з братом різні поняття про те, що є «цінності» в житті…

## У ролях
- Армен Джигарханян — Ісай
- Гуж Манукян — Марселін
- Майя Булгакова — Марі Лавалу
- Алтинай Асилмуратова — індуска

## Знімальна група
- Режисер — Юрій Єрзинкян
- Сценарист — Юрій Єрзинкян
- Оператори — Георгій Айрапетов, Альберт Явурян
- Композитор — Тигран Мансурян
- Художник — Валентин Подпомогов